# Jurij Maslukow
Jurij Dmitrijewicz Maslukow (ros. Ю́рий Дми́триевич Маслюко́в, ur. 30 września 1937 w Leninabadzie, zm. 1 kwietnia 2010 w Moskwie) – polityk ZSRR i Rosji, wicepremier ZSRR (1985–1991) i Rosji (1998–1999), członek Biura Politycznego KC KPZR (1989).
W 1962 ukończył Leningradzki Instytut Mechaniczny, pracował jako inżynier w Iżewsku, w 1966 przyjęty do KPZR, od 1970 główny inżynier filii Iżewskich Zakładów Mechanicznych. W latach 1974–1979 członek Głównego Zarządu Technicznego i członek Kolegium Ministerstwa Przemysłu Obronnego ZSRR. W latach 1979–1982 zastępca ministra przemysłu obronnego ZSRR, w latach 1982-1985 I zastępca przewodniczącego Państwowej Komisji Planowania (Gospłanu) ZSRR, w latach 1985-1991 zastępca przewodniczącego Rady Ministrów ZSRR, przewodniczący Państwowej Komisji Rady Ministrów ZSRR ds. Zagadnień Wojskowo-Przemysłowych, w 1991 I zastępca przewodniczącego Rady Ministrów ZSRR, również w 1991 zastępca przewodniczącego Gabinetu Ministrów ZSRR, członek Rady Prezydenckiej ZSRR. Od 1985 członek KC KPZR, od 1988 zastępca członka, a w 1989 członek KC KPZR. Od grudnia 1995 do 2000 deputowany Dumy Państwowej 2 kadencji, od kwietnia 1997 członek KC KPFR. Od 23 lipca do 11 września 1998 minister przemysłu i handlu Rosji, od 11 września 1998 do 12 maja 1999 I zastępca przewodniczącego Rządu Federacji Rosyjskiej.
Deputowany do Rady Najwyższej ZSRR 11 kadencji.

## Odznaczenia
- Order Lenina
- Order Rewolucji Październikowej
- Order Czerwonego Sztandaru Pracy
- Order „Znak Honoru”